# Tokio Hotel
A Tokio Hotel egy német pop-rock együttes, amely a 2005. augusztus 15-én kiadott Durch den Monsun kislemezükkel vált ismertté. Azóta sikerült meghódítania Európát, Amerikát, Ázsiát és Dél-Amerikát.
Ez az első német együttes, amelyik Japánban is nyert díjat.

## Története
Bill Kaulitz és Tom Kaulitz 1989. szeptember 1-jén látták meg ikrekként a napvilágot Lipcsében. Az ikrek közül Tom, az idősebb, 10 perccel előzte le Billt. Édesanyjuk, Simone azonban hamarosan elvált a fiúk apjától, és újraházasodott. A nevelőapa (Gordon Trümper) később nagy hatást gyakorolt a fiúkra zeneileg.
Tom hangszeren akart játszani, a gitárt választotta. Bill volt az énekes, habár saját bevallása szerint próbálkozott hangszerekkel is (például zongorával). Sőt, már ilyen fiatalon fontosnak találta a színpadi mozgást, ezért beiratkozott – ha rövid időre is – egy balettiskolába. Az együttesből hiányzott egy basszista és egy dobos. Gustav Schäfer (dobos) és Georg Listing (basszusgitáros) egy fellépésen ismerkedtek meg az ikrekkel, akikkel megalapították Devilish nevű együttesüket. 2001. és 2003. között ezen a néven játszottak, majd felfedezte őket David Jost menedzser. Leszerződtek az Universal Music Grouphoz Hamburgban, az együttes nevét pedig Tokio Hotelre változtatták.
2005-ben kiadott első kislemezük, a Durch den Monsun gyors népszerűséget hozott: a német eladási listákon augusztus 20-án a 105. helyen, 5 nappal később a 100. helyen álltak. Ausztriában is hasonló sikert értek el. Második kislemezük, a Schrei 95. volt a német slágerlistákon. Hasonló címmel jelent meg abban az évben szeptember 19-én első albumuk, amelyre Bill és Tom néhány profi segítségével írta a szövegek és a zenék nagy részét. A következő év elején jött ki harmadik kislemezük, a Rette Mich, amely a németországi listákon 110. helyre került. Hasonlóan sikeres volt a második albumukból a Zimmer 483-ból megjelentett Übers Ende der Welt kislemez. A kislemez 2007. január 26-án, az album február 23-án került forgalomba, az album turnéja márciusban indult. A turnénak hatalmas sikere volt. Időközben kiadták angol nyelvű albumukat, a Room 483/Scream lemezt. Hogy népszerűsítsék az albumot, több országban adtak koncertet, mint Hollandia, Spanyolország, Olaszország, Franciaország, Anglia. Magyarországra is ellátogattak 2007. április 10-én, valamint a 2006-os VIVA Comet díjátadó rendezvényen. 2009-ben az MTV Europe Music Awardson a Legjobb csapat kategória díját nyerték el.

## Tagok

### Bill Kaulitz
Énekes, dalszövegíró, modell, szinkronszínész.
Bill Kaulitz-Trümper, 1989. szeptember 1-jén született a németországi Lipcsében. 10 perccel fiatalabb ikertestvérénél, az együttes gitárosánál Tom Kaulitznál. Hétéves kora óta érdeklődik a zene iránt. Kilencéves korában Loitsche nevű faluba költöztek Magdeburg mellé. Megpróbálkozott néhány hangszerrel, de nem volt hozzá tehetsége, így az éneklésnél maradt. 2003-ban részt vett egy tehetségkutató műsorban a Star Search-ben, ahol a kategóriájában hatodik lett. A Green Day és a Placebo is inspirálták őt. Belekóstolt a modellkedésbe. Állt már modellt a német Max magazinnak és a szintén német Vanity Fair-nek is ahol különböző ruhamárkák darabjait viselte mint például Dior Homme és a Diesel. 2006-ban ő volt a hangja a főszereplő fiúnak az Arthur és a villangók rajzfilm német változatában és később a második részben is betöltötte ezt a szerepet. Jelenleg Los Angelesben él.

### Tom Kaulitz
Tom Kaulitz-Trümper a zenekar gitárosa, 1989. szeptember 1-jén született a németországi Lipcsében. 10 perccel idősebb ikertestvérénél. Elmondása szerint nevelőapja tanította meg gitározni, aki szintén játszik a hangszeren. Játszik még szintetizátoron és zongorán is. A hiphop zenét és stílust követi. 2010-ben a Reebok cipőmárka reklámarca volt. 2010 óta kapcsolatban él Ria Sommerfeld-el, a Fülöp-szigetek szépségkirálynőjével, aki 5 évvel idősebb nála. Most Heidi Klum a felesége. 

### Georg Listing
Georg Moritz Hagen Listing 1987. március 31-én született Halleban. A zenekar basszusgitárosa és egyben legidősebb tagja. 10 éves korában egy rövid ideig egy zenekarban gitározott. A magdeburgi zeneiskolában megismerkedett Gustav Scäferel aki az együttes dobosa. Ezután találtak rá az ikerekre és megalakult a Devilish. Inspirálja őt Flea a Red Hot Chili Peppers gitárosa. A mai napig Magdeburgban él. 2009 óta él párkapcsolatban egy Sarah nevű lánnyal.

### Gustav Schäfer
Gustav Klaus Wolfgang Schäfer 1988. szeptember 8-án született Németországban. Ő a zenekar legcsendesebb és legvisszahúzódóbb tagja.
Van egy kislánya és felesége.

## A nevük eredete
Tokio
A négy fiúnak ez a kedvenc városa, [forrás?]így lett a nevük is ez.
Hotel
Mivel sokat szálltak meg hotelekben így ez kapcsolódott az előző névhez.[forrás?]

## Díjak
2005
| Kategória                  | Díj                        | Dátum        |
| -------------------------- | -------------------------- | ------------ |
| Legjobb új előadó          | Comet Awards (Németország) | Október 6.   |
| Super Comet                | Comet Awards (Németország) | Október 6.   |
| Legjobb új előadó          | Eins Live Krone            | November 24. |
| Legjobb hazai pop előadó   | Bambi Awards               | December 1.  |
| Legjobb kislemez           | Golden Penguin (Ausztria)  | ...2005      |
| Legjobb pop előadó         | Golden Penguin (Ausztria)  | ...2005      |
| Legjobb Rock együttes 2005 | Golden Penguin (Ausztria)  | ...2005      |

2006
| Kategória                     | Díj                                   | Dátum          |
| ----------------------------- | ------------------------------------- | -------------- |
| Az év albuma                  | Golden Penguin (Ausztria)             | Február 8.     |
| Az év együttese               | Golden Penguin (Ausztria)             | Február 8.     |
| Az év dala – ‘Der Letzte Tag’ | Golden Penguin (Ausztria)             | Február 8.     |
| Legjobb új előadó             | Golden Penguin (Ausztria)             | Február 8.     |
| Telt házas turnéhelyszín      | Sold-out-Award of Königpilsener Arena | Március 11.    |
| Legjobb új előadó             | ECHO Awards (Németország)             | Március 12.    |
| Legjobb új előadó             | Steiger Awards                        | Március 25.    |
| Legjobb hazai pop előadó      | Radio Regenbogen (Németország)        | Március 31.    |
| SuperBand Rock – Golden Otto  | Bravo Otto                            | Május 6.       |
| Music Award                   | Bild OSGAR                            | Május 22.      |
| Legjobb nemzetközi új előadó  | Popcorn Awards (Hungary)              | Május 26.      |
| Legjobb új előadó             | Bravo Otto (Magyarország)             | Június 24.     |
| Legjobb nemzetközi együttes   | Bravo Otto (Magyarország)             | Június 24.     |
| Legjobb új együttes           | Popkomm Bavarian Music Lion           | Szeptember 21. |
| Legjobb német pop együttes    | Goldene Stimmgabel                    | Szeptember 24. |
| Legkeresettebb német előadó   | World Music Awards                    | November 15.   |
| Legjobb hazai pop előadó      | Bambi Awards                          | November 30.   |
| Legjobb élő előadás           | Eins Live Krone                       | December 7.    |
| Legjobb Rock együttes         | MTV Franciaország                     |                |

2007
| Kategória                                | Díj                                      | Dátum          |
| ---------------------------------------- | ---------------------------------------- | -------------- |
| Az év kislemeze – Durch Den Monsun       | Golden Penguin                           |                |
| Legkelendőbb német előadó – Schrei Album | European Border Breakers Award           | Január 21.     |
| European Border Breakers Award           | NRJ Awards                               | Január 21.     |
| Rock Award                               | BZ-Kulturpreis                           | Január 23.     |
| Legjobb Hazai Videó                      | ECHO Awards (Németország)                | Március 25.    |
| SuperBand Rock – Golden otto             | Bravo Otto                               | Április 28.    |
| Legjobb Videó                            | Comet Awards (Németország)               | Május 3.       |
| Legjobb együttes                         | Comet Awards (Németország)               | Május 3.       |
| Supercomet                               | Comet Awards (Németország)               | Május 3.       |
| Legjobb együttes                         | Jabra Music                              | ...Július      |
| Digital prize                            | Festivalbar (Olaszország)                | Szeptember 7.  |
| Legsikeresebb nemzetközi rock együttes   | Goldene Stimmgabel                       | Szeptember 22. |
| Legsikeresebb nemzetközi pop együttes    | Goldene Stimmgabel Awards                | Október 3.     |
| Legjobb Album                            | TMF Awards (Belgium)                     | Október 14.    |
| Legjobb Videó                            | TMF Awards (Belgium)                     | Október 14.    |
| Legjobb új előadó                        | TMF Awards (Belgium)                     | Október 14.    |
| Legjobb pop előadó                       | TMF Awards (Belgium)                     | Október 14.    |
| Legjobb nemzetközi előadó                | MTV Europe Music Awards (Németország)    | November 1.    |
| Az év legjobb együttese                  | MTV Italy Nickelodeon Kids' Choice Award | December 1.    |

2008
| Kategória                                        | Díj                                     | Dátum         |
| ------------------------------------------------ | --------------------------------------- | ------------- |
| Az év együttese 2007                             | Golden Penguin (Ausztria)               | Január        |
| Legjobb nemzetközi együttes                      | Rockbjörnen Award (Svédország)          | Január 24.    |
| Legjobb nemzetközi együttes                      | NRJ Music Awards (Franciaország)        | Január 26.    |
| Legjobb hazai zene                               | Goldene Kamera (Németország)            | Február 6.    |
| Legjobb zenei videó                              | Echo Awards (Németország)               | Február 15.   |
| Legjobb nemzetközi előadó                        | Emma Gala Awards (Finnország)           | Március 8.    |
| Legjobb nemzetközi együttes                      | Disney Channel Kids Award (Olaszország) | Március 28.   |
| Legjobb koncert                                  | Hitkrant (Hollandia)                    | 2008. május   |
| Best Mood Song – Monsoon                         | Hitkrant (Hollandia)                    | 2008. május   |
| Song that Satys in your Head – Monsoon           | Hitkrant (Hollandia)                    | 2008. május   |
| Superband Rock – Silver Otto                     | Bravo Otto                              | Május 3.      |
| Legjobb együttes                                 | MTV TRL Awards (Olaszország)            | Május 17.     |
| Best Number 1 of the Year with Monsoon           | MTV TRL Awards (Olaszország)            | Május 17.     |
| Legjobb együttes                                 | Comet Awards (Németország)              | Május 23.     |
| Legjobb videó– An Deiner Seite                   | Comet Awards (Németország)              | Május 23.     |
| Legjobb élő fellépő                              | Comet Awards (Németország)              | Május 23.     |
| Super Comet                                      | Comet Awards (Németország)              | Május 23.     |
| Legjobb új előadó                                | MTV VMA Music Awards (USA)              | Szeptember 7. |
| Fan Choice Best Entrance                         | MTV VMA Music Awards (USA)              | Szeptember 7. |
| Best Male Artist International (Bill Kaulitz)    | TMF Awards(Belgium)                     | Október 11.   |
| Legjobb nemzetközi videó – Don't Jump            | TMF Awards (Belgium)                    | Október 11.   |
| Az év dala                                       | MTV Latin America Awards (Mexikó)       | Október 16.   |
| Legjobb Fanclub-Venezuela                        | MTV Latin America Awards (Mexico)       | Október 16.   |
| Legjobb új előadó-International                  | MTV Latin America Awards (Mexikó)       | Október 16.   |
| Legjobb csengőhang                               | MTV Latin America Awards (Mexikó)       | Október 16.   |
| Listavezető                                      | MTV Europe Music Awards (Anglia)        | November 6.   |
| Legjobban fogyó DVD: ZImmer 483 – Live in Europe | Rekord (Oroszország)                    | December 2.   |

2009
| Kategória                        | Díj                                   | Dátum          |
| -------------------------------- | ------------------------------------- | -------------- |
| SuperBand – Golden Otto          | Bravo Otto (Németország)              | Május 12.      |
| Az év legjobb TRL előadója       | MTV TRL Awards (Olaszország)          | Május 16.      |
| Legjobb Online Sztár             | Comet Awards (Németország)            | Május 29.      |
| Németország export slágere       | Bavarian Music Lion                   | Szeptember 17. |
| International Award (2009)       | Audi Generation Award (Németország)   | Október 18.    |
| Legjobb együttes                 | MTV Europe Music Awards (Németország) | November 5.    |
| Legjobb nemzetközi rock együttes | Telehit Awards (Mexikó)               | November 12.   |

2010
| Kategória                                     | Díj                                     | Dátum         |
| --------------------------------------------- | --------------------------------------- | ------------- |
| Legjobb nemzetközi együttes                   | NRJ Music Awards (Franciaország)        | Január 23.    |
| Az év együttese                               | Golden Penguin (Ausztria)               | Január 29.    |
| Az év albuma                                  | Golden Penguin (Ausztria)               | Január 29.    |
| Az év együttese                               | Bravoora Awards (Lengyelország)         | Február 1.    |
| Legjobb nemzetközi előadó                     | Emma Gala Awards (Finnország)           | Február 4.    |
| Hírességek sétánya                            | König-Pilsener Arena (Németország)      | Február 26.   |
| Legjobb nemzetközi együttes                   | Radio Regenbogen Awards (Németország)   | Március 19.   |
| Kedvenc zenei sztár                           | Kids Choice Awards 2010 (Németország)   | Április 10.   |
| Legjobb élő előadás                           | Comet Awards (Németország)              | Május 21.     |
| Az év külföldi dala – World Behind My Wall    | Rockbjörnen Award (Svédország)          | Szeptember 1. |
| Az év koncertje                               | Rockbjörnen Award (Svédország)          | Szeptember 1. |
| Legjobb World Stage előadás                   | MTV Europe Music Awards (Spanyolország) | November 7.   |
| Legjobb hazai együttes                        | CMA Awards (Németország)                | December 12.  |
| Legjobb hazai kislemez – World Behind My Wall | CMA Awards (Németország)                | December 12.  |

2011
| Kategória          | Díj                                | Dátum     |
| ------------------ | ---------------------------------- | --------- |
| Legjobb rock videó | MTV Music Aid Japan Awards (Japán) | Július 2. |

## Turnék
- Schrei turné 1. rész: 2005.11.29. – 2005.12.17.
- Schrei turné 2. rész: 2006.02.04. – 2006.03.22.
- Szabadtéri fesztiválok: 2006.06.04. – 2006.09.03.
- Zimmer 483 turné Európa 1. rész: 2007.03.16. – 2007.05.14.
- Zimmer 483 turné Európa 2. rész: 2007.10.06. – 2007.11.04. (Két időpont törölve lett.)
- Amerikai turné 1 rész: 2008.02.09. – 2008.02.19. (Egy időpont törölve lett.)
- 1000 Hotels turné Európa: 2008.03.03. – 2008.04.08. (A turné utolsó 15 időpontja törölve lett Bill Kaulitz hangszálműtéte miatt, így csak 2008.03.14.-ig tartott.)
- Amerikai turné 2. rész: 2008.05.03. – 2008.05.19.
- 1000 Hotels szabadtéri turné Európa: 2008.06.13. – 2008.07.13.
- Amerikai turné 3. rész: 2008.08.07. – 2008.08.28.
- Amerikai turné 4. rész: 2008.10.24. – 2008.10.30.
- Welcome to Humanoid City turné Európa: 2010.02.22. – 2010.04.14. (Négy időpont törölve lett.)
- Welcome to Humanoid City Tour Dél-Amerika: 2010.11.23. – 2010.12.02. (Egy időpont törölve lett.)
- Feel it All World Tour 2015.
- Dream Machine Tour 2017.

## Diszkográfia

### Albumok
- Devilish demo
- Schrei – megjelenés: 2005.09.19.
- Schrei – So Laust du Kannst – megjelenés: 2006.03.24.
- Zimmer 483 – megjelenés: 2007.02.23.
- Room 483/Scream – megjelenés: 2007.06.02.
- Zimmer 483 – Live in Europe – megjelenés: 2007.11.30.
- Scream (Amerikai kiadvány) – megjelenés: 2008.03.25. (Kanadában)
- Scream (Amerikai kiadvány) – megjelenés: 2008.05.06. (Amerikai Egyesült Államokban)
- Humanoid (DE/EN) – megjelenés: 2009.10.02.
- Humanoid City Live – megjelenés: 2010.07.16.
- Best Of (DE/EN) – megjelenés: 2010.12.10.
- Darkside of the Sun – megjelenés: 2011.02.02.
- Kings of Suburbia- megjelenés 2014.10.06.
- Dream Machine – megjelenés: 2017.03.03.

### Kislemezek
- Durch den Monsun – megjelenés: 2005.08.15.
- Leb' die Secunde – megjelenés: 2005.10.26. (limitált kiadás)
- Schrei – megjelenés: 2005.11.25.
- Rette Mich – megjelenés: 2006.03.10.
- Der Letzte Tag CD1 – megjelenés: 2006.08.25.
- Der Letzte Tag CD2 – megjelenés: 2006.08.25.
- Durch den Monsun – megjelenés: 2007.01.15. (kizárólag Franciaországban)
- Übers Ende Der Welt – megjelenés: 2007.01.26.
- Spring Nicht – megjelenés: 2007.04.07.
- Spring Nicht DVD kislemez – megjelenés: 2007.04.07.
- Spring Nicht 2 dalos kislemez – megjelenés: 2007.04.07.
- Wir Schlissen Uns Ein – megjelenés: 2007.05.02. (limitált kiadás, kizárólag Franciaországban)
- Übers Ende Der Welt – Ready, Set, Go – megjelenés: 2007.05.14. (kizárólag Franciaországban)
- Monsoon – megjelenés: 2007.05.18.
- Spring Nicht – megjelenés: 2007.06.26. (limitált kiadás, kizárólag Franciaországban)
- Schrei (So laut du kannst) – megjelenés: 2007.07.13.
- Ready, Set, Go! 2 dalos kislemez – megjelenés: 2007.08.27. (Egyesült Királyságban)
- Ready, Set, Go! – megjelenés: 2007.08.27. (Egyesült Királyságban)
- Ready, Set, Go! 7 vinyl – megjelenés: 2007.08.27. (limitált kiadás, kizárólag Egyesült Királyságban)
- EP USA – megjelenés: 2007.09.11. (limitált kiadás, Amerikai Egyesült Államokban)
- An Deiner Seit (Ich Bin Da) – megjelenés: 2007.11.16.
- An Deiner Seit (Ich Bin Da) Premium – megjelenés: 2007.11.16.
- An Deiner Seit (Ich Bin Da) DVD kislemez – megjelenés: 2007.11.16.
- Scream America – megjelenés: 2007.12.11. (kizárólag Amerikai Egyesült Államokban)
- An Deiner Sit (Ich Bin Da) – megjelenés:2008.01.07. (kizárólag Franciaországban)
- Don't Jump – megjelenés: 2008.04.04. (kizárólag Hollandiában)
- Heilig – megjelenés: 2008.04.28. (kizárólag Franciaországban)
- Automatisch Premium – megjelenés: 2009.09.18.
- Automatic 2 dalos kislemez – megjelenés: 2009.09.18.
- World Behing My Wall digitális kislemez – megjelenés: 2010.01.22.

### DVD-k
- Leb die Secunde – Behind the Scene – megjelenés: 2005.12.05.
- Schrei Live DVD – megjelenés: 2006.04.07.
- Zimmer 483 – Live in Europe – megjelenés: 2007.12.03.
- Tokio Hotel TV – Caught on Camera – megjelenés: 2008.12.05.
- Humanoid City Live – megjelenés: 2010.07.16.
- Hinter Die Welt – megjelenés: 2017.11.30.
- Humanoid City Live DVD (2010. június 19.)